# Reformierte Kirche San Cassiano (Vicosoprano)

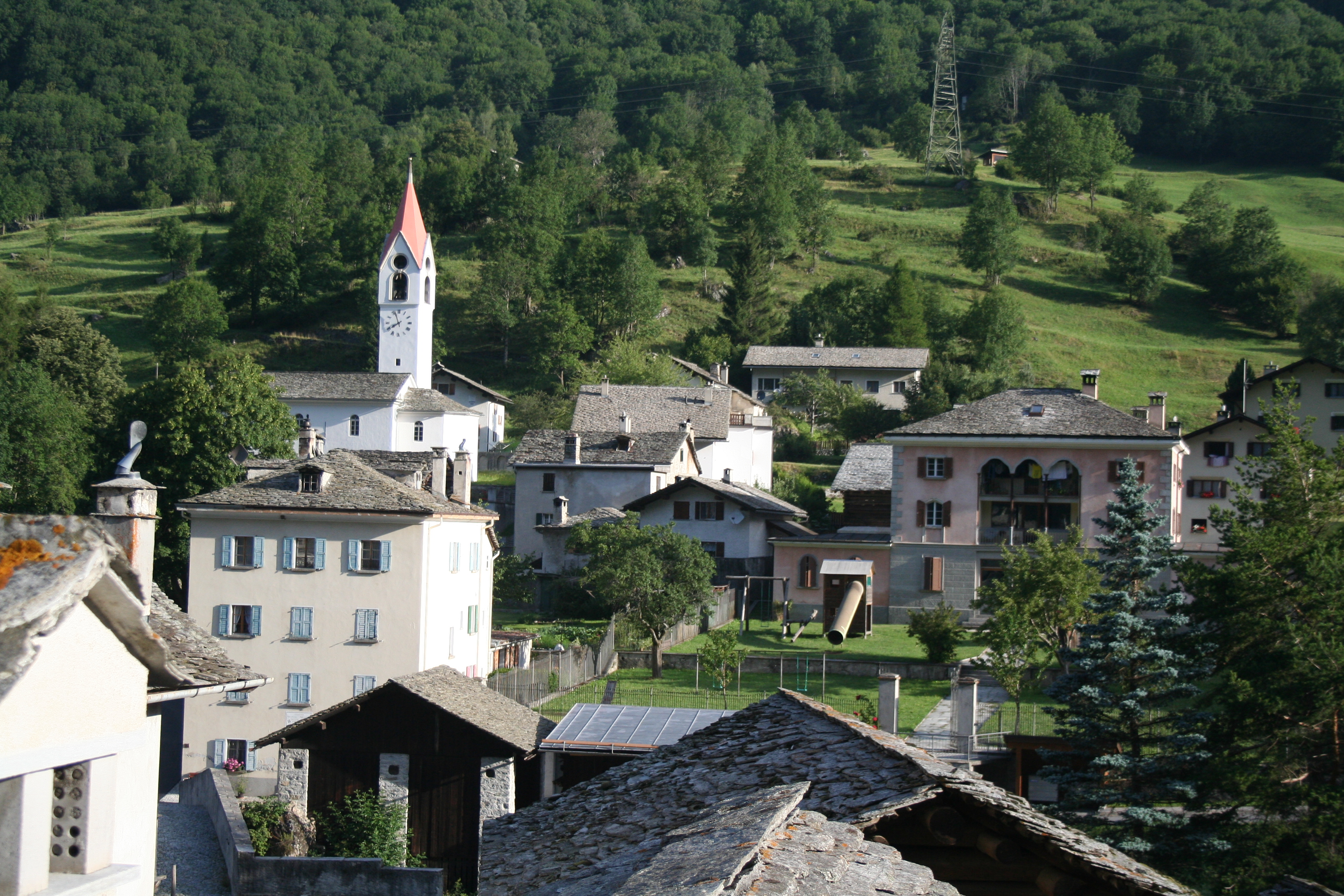
Die Kirche San Cassiano im oberen Dorfteil

Die reformierte Kirche San Cassian in Vicosoprano im Bergell ist ein evangelisch-reformiertes Gotteshaus unter dem Denkmalschutz des Kantons Graubünden. Sie steht unter dem Patrozinium des heiligen Cassianus und ist bei einer ersturkundlichen Erwähnung von 1355 und noch deutlich früher zu datierender Bausubstanz (wahrscheinlich 1003 das ursprüngliche Fundament) die ältere der beiden reformierten Dorfkirchen. Hauptpredigtkirche ist heutzutage Santa Trinità.

## Ausstattung
Der polygonale Chor mit einem Taufstein aus schwarzem Marmor im Zentrum und von einem Tonnengewölbe überzogen wurde 1491 in der Zeit der Spätgotik angebaut.
Die Kanzel geht auf das Jahr 1680 und damit in die Zeit der Konsolidierung der politischen und kirchlichen Verhältnisse nach Ende der Bündner Wirren zurück.
Bei einer Restaurierung 1954 wurde eine Toggenburger Orgel, die aus dem Jahr 1811 stammt, eingebaut. Sie ist durch blaue Blumenmotive reich verziert.

## Kirchliche Organisation
Vicosoprano bildet innerhalb der Evangelisch-reformierte Landeskirche Graubünden mit allen anderen Bergeller Dörfern die Kirchgemeinde Bregaglia, nachdem im 20. Jahrhundert eine Pastorationsgemeinschaft bestanden hatte.